# Enova (Labège)
Pour les articles homonymes, voir Enova.
Enova (anciennement Labège-Innopole) est un quartier commercial et résidentiel de Labège, au sud-est de Toulouse. Il s'agit du principal pôle d'activité économique du Sicoval.

## Origine du nom
Le nom vient de l'occitan ennovada qui signifie innovation.

## Historique
1983 : Création du quartier de Labège-Innopole
2017 : Le quartier change de nom et devient Enova.

## Lieux importants
- Siège de la Communauté d'agglomération du Sicoval
- Campus de Bissy
- Centre Commercial de Labège
- Espace de congrès et d'exposition Diagora
- IoT Valley, communauté d'entreprises (e.g. Sigfox, Donecle) spécialisée dans l'internet des objets

## Aménagement urbain

### Transports en commun
Depuis 2014, le quartier se renouvelle pour s'organiser autour de la future Ligne C du métro de Toulouse.

#### Présent
- Gare de Labège-Innopole
  - TER Occitanie
  - 80109204
  - 386

Le quartier est bien desservi par la ligne de bus 79qui fonctionne tous les jours et même en soirée, ainsi que les lignes 80204. La ligne 109en dessert une petite partie.

#### Futur
- Labège Madron

- Diagora
- Labège Gare
  - TER Occitanie

### Axes routiers
L'échangeur du Palays situé à proximité permet une connexion directe avec l'autoroute A61 ainsi que le périphérique de Toulouse.
La route départementale 916 qui part de l'échangeur du Palays est la principale route du secteur, à 2x1 voies et fait office de rocade. Sa mise à 2x2 voies est envisagée.